# Bakerantha
Bakerantha (лат.) — небольшой род растений семейства Бромелиевые (Bromeliaceae), естественно произрастающий на территории Мексики.

## Таксономия
Bakerantha L.B.Sm., первое упоминание в Contr. Gray Herb. 104: 72 (1934).

### Виды
Согласно данным сайта WFO Plantlist на 2024 года, род состоит из 5 видов:
- Bakerantha caerulea (Matuda) I.Ramírez & K.Romero
- Bakerantha hidalguensis K.Romero, C.T.Hornung & I.Ramírez
- Bakerantha lundelliorum (L.B.Sm.) I.Ramírez & K.Romero
- Bakerantha purpusii (Brandegee) I.Ramírez & K.Rome
- Bakerantha tillandsioides (André) L.B.Sm.